# Gauthier Mvumbi
Gauthier Mvumbi, né le 15 mai 1994, à Dreux, est un handballeur franco-congolais qui évolue au poste de pivot pour le Rouen Handball (Nationale 1 (3e division)) et l'équipe nationale du Congo.

## Biographie
Gauthier Mvumbi naît à Dreux de parents congolais, originaires de Kinshasa. Passé mais non conservé par le centre de formation de l'US Créteil en 2013, il rejoint alors le CO Vernouillet avec lequel il évolue dans le Championnat de France de Nationale 1 jusqu'en saison 2019-2020.
Avec l'équipe nationale du Congo, il participe au Championnat d'Afrique des nations en 2016 (7e place), 2018 (8e place) et 2020 (7e place) ainsi qu'aux Jeux africains en 2019 (5e place).
En 2020, il rejoint le Dreux AC en Nationale 2 (4e division)
Lors du championnat du monde 2021, il attire l'attention des réseaux sociaux par son gabarit inhabituel qui lui vaut d'être comparé au basketteur Shaquille O'Neal, ce que le joueur revendique en se surnommant 'Shaq of Handball'. Il est désigné homme du match lors du troisième et dernier match de son équipe contre le Bahreïn, et termine le tour préliminaire avec 13 buts marqués sur 14 tirs. 
Pour la première participation de la RDC au Mondial, profitant de l'élargissement à 32 équipes lors de l'édition 2021, elle chute contre l'Argentine le 15 janvier (défaite 22 à 28) malgré un 4/4 au tir de Mvumbi. Son équipe finit donc 28e du Mondial avec de bonnes statistiques pour le joueur : 87% de réussite aux tirs avec 20/23 au cours de ses 7 matchs disputés. 
En 2021, il rejoint l'équipe du Pouzauges Vendée Handball qui évolue en Nationale 1. 
En août 2022, il rejoint l'équipe de l'Entente Territoire Charente Handball, club évoluant en Nationale 2.

## Résultats
Championnat du monde
- 2021 : 28e place (sur 32)

Championnat d'Afrique des nations
- 2016 : 7e place
- 2018 : 8e place
- 2020 : 7e place
- 2022 : 7e place
- 2024 : 6e place

Jeux africains
- 2019 : 5e place
- 2023 :  finaliste